# Glanworth
Glanworth (iriska: Gleannúir) är en ort i republiken Irland.   Den ligger i grevskapet County Cork och provinsen Munster, i den södra delen av landet, 190 km sydväst om huvudstaden Dublin. Glanworth ligger 50 meter över havet och antalet invånare är 547.
Terrängen runt Glanworth är platt norrut, men söderut är den kuperad.Runt Glanworth är det glesbefolkat, med 17 invånare per kvadratkilometer. Närmaste större samhälle är Fermoy, 7,9 km sydost om Glanworth. Trakten runt Glanworth består i huvudsak av gräsmarker.